# Vereniging voor Christelijk Individueel Onderwijs te Rotterdam
De Vereniging voor Christelijk Individueel Onderwijs te Rotterdam, rechter Maasoever en Omstreken, zoals de volledige naam luidde, was een vereniging die de verzorging van christelijk zwakzinnigenonderwijs in Rotterdam-Noord nastreefde. De vereniging is rond 1990 opgegaan in de vereniging Kind en onderwijs.

## Geschiedenis
De vereniging is in 1905 (20 december) opgericht om rechtspersoonlijkheid in verband met overheidsbekostiging te verkrijgen voor de Eerste Christelijke Dagschool voor Zwakzinnigen te Rotterdam-Noord. Vanaf de oprichting tot 1976 was de officiële naam Vereeniging voor Christelijk Onderwijs aan Zwakzinnige Kinderen te Rotterdam. De school was begin 1905 gestart onder leiding van Johan de Graaff (geboren 2 april 1873 te Mijdrecht) en werd aanvankelijk uitsluitend bekostigd uit het schoolgeld en andere private middelen. Het onderwijs werd gegeven volgens de beginselen uitgedrukt in de zogenaamde Drie Formulieren van Enigheid. Er was geen directe binding aan een (protestants-christelijk) kerkgenootschap. De school bood onderwijs aan leerlingen die later zouden worden aangeduid als LOM-, MLK-, ZMLK-leerlingen en spraakgebrekkige leerlingen. Er bestond een keuze uit dagonderwijs en half-intern en volledig-intern verblijf.
De schoolvereniging vierde in 1980 zijn 75-jarig jubileum. Het onderwijs werd op dat moment gegeven op vier scholen, te weten de Johan de Graaffschool, de Ds. van Koetsveldschool en de Mr. Dr. W. v.d. Berghschool, alle te Rotterdam, en de Bethelschool te Capelle aan den IJssel. In later jaren is de vereniging opgegaan in de vereniging "Kind en onderwijs" te Rotterdam.